# Oratorio di Santa Barbara (Montecatini Val di Cecina)
L'oratorio di Santa Barbara sorge nell'area della Miniera di Caporciano, nel comune di Montecatini Val di Cecina, in provincia di Pisa, diocesi di Volterra.

## Storia e descrizione
Detto anche di Caporciano, fu riedificato nel 1787, in sostituzione di una precedente cappella. Fino allora vi rimase la statua in pietra della Lampetrosa, poi la devozione popolare l'ha collocata nella chiesa di San Biagio e al suo posto fu messa una copia.
Rinnovato nel 1851, fu dedicato alla patrona dei minatori.
Sopra il portale è collocata una maiolica raffigurante la Madonna di Caporciano, copia di quella posta nella cappella, al quarto livello sotterraneo della miniera, a circa 250 metri di profondità: è scavata nella roccia e sul fondo è collocato un altare sormontato da una ceramica bianca e azzurra della manifattura Ginori (1833), che rappresenta la Madonna col Bambino che tiene in mano un uccello tra santa Barbara e san Sisto; davanti a questa immagine i minatori sostavano in preghiera prima di scendere nelle profondità della terra. All'interno possiamo ammirare l'altare, opera del noto scultore Lorenzo Bartolini e una tela raffigurante la Madonna di Guadalupe opera del pittore messicano Juan Rodriguez Xuarez.

## Galleria d'immagini

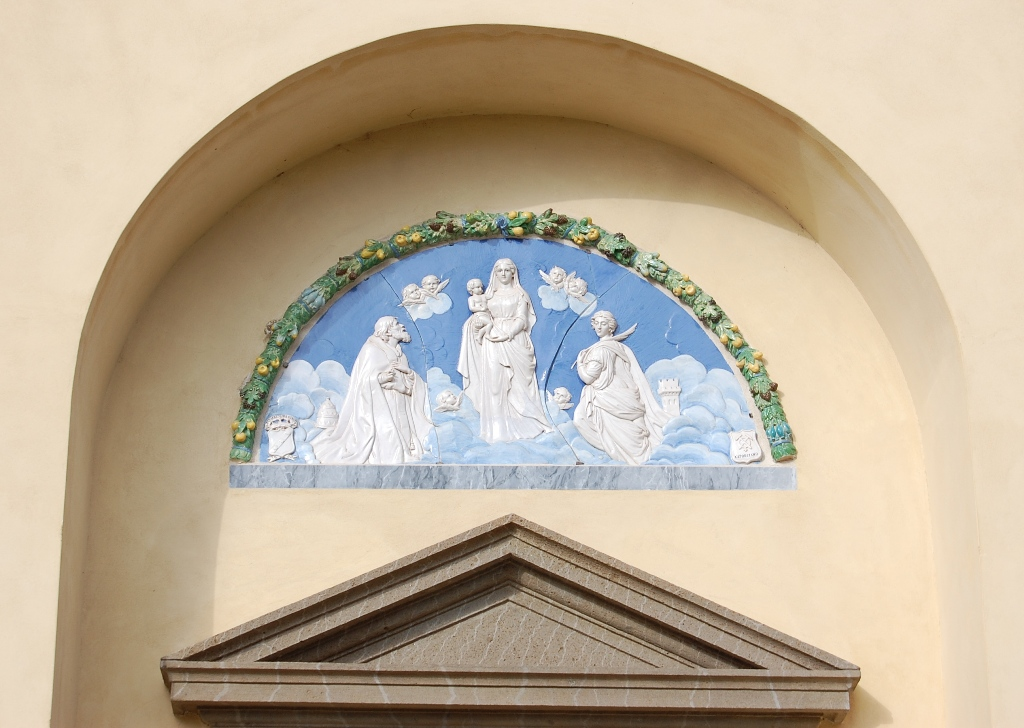
Particolare della lunetta
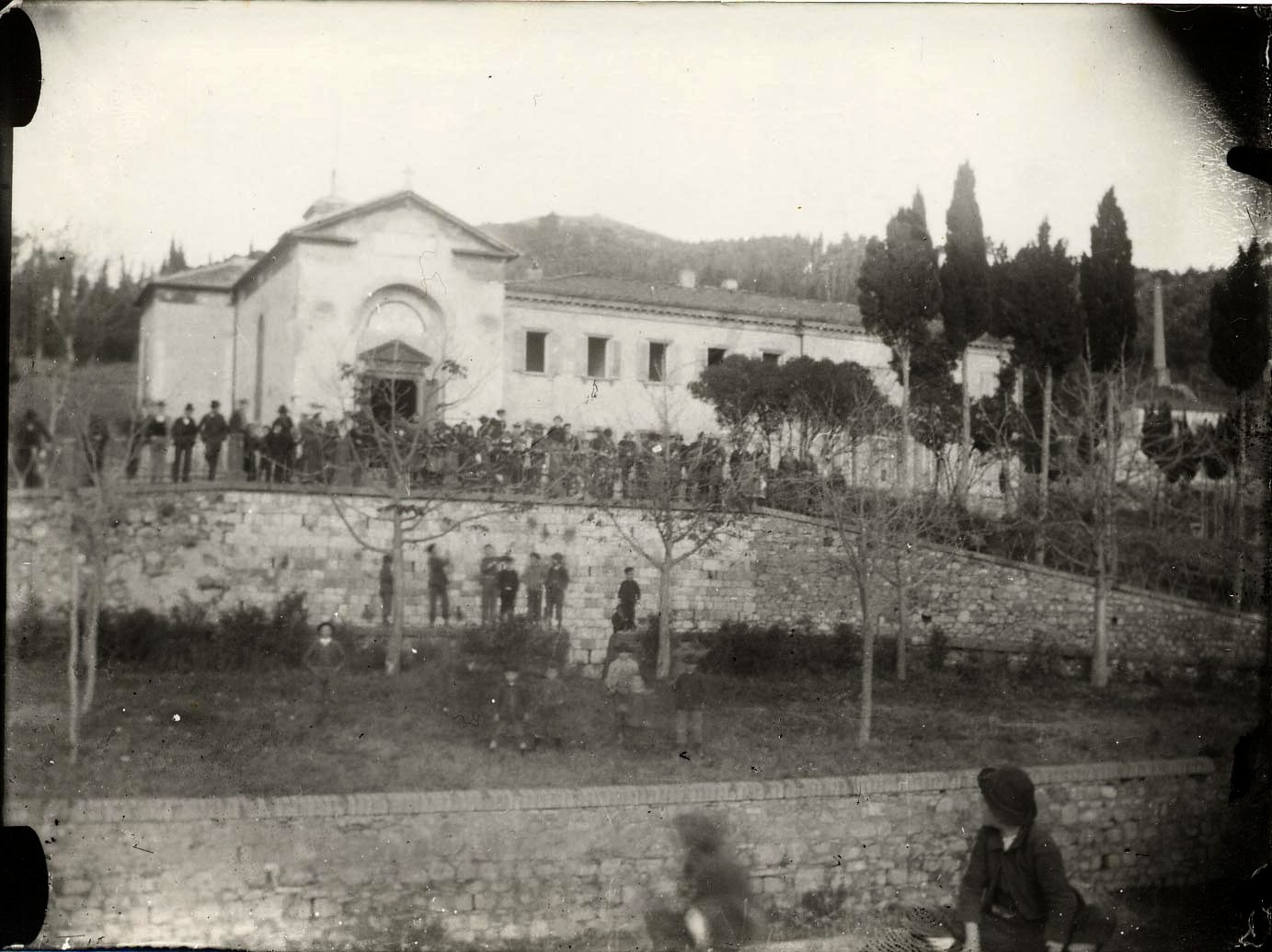
Immagine dei primi del '900
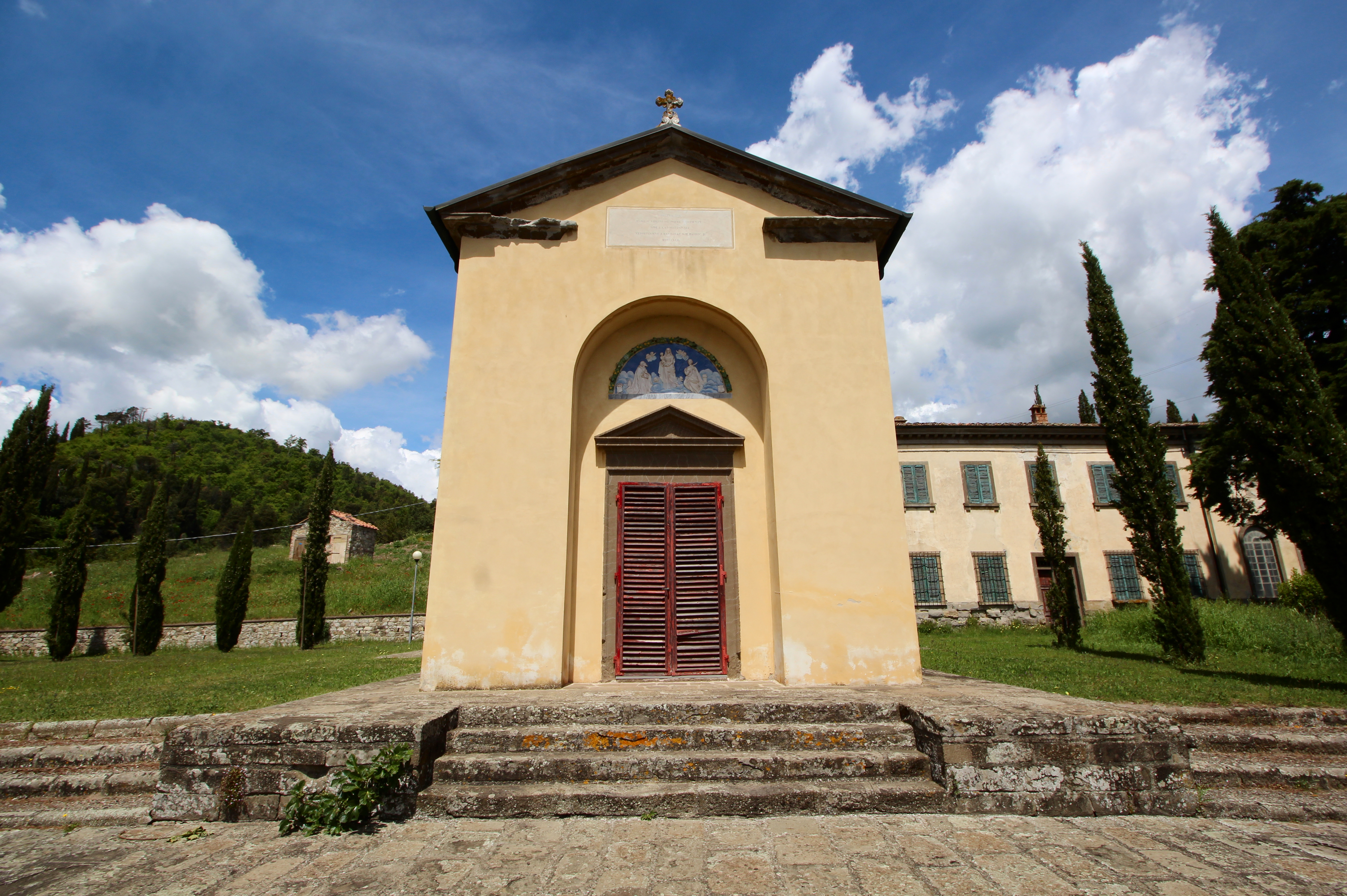
Ingresso